# Эвридика (опера Пери)
«Эвридика» — самая ранняя дошедшая до нашего времени опера. Музыка Якопо Пери, либретто Оттавио Ринуччини по мотивам книг X и XI «Метаморфоз» Овидия. Была впервые исполнена 6 октября 1600 года в палаццо Питти (Флоренция) на придворных торжествах по случаю бракосочетания французского короля Генриха IV с Марией Медичи — племянницей правящего герцога Фердинанда.

## Сюжет
Мифологическое сказание об Орфее послужило сюжетной основой новой «драмы на музыку». По преданию Орфей потерял жену Эвридику (она погибла от укуса змеи). Орфей проник в подземное царство мрака, чтобы возвратить умершую к жизни. Своим изумительным пением Орфей вымолил у властителей Аида позволение увести Эвридику, но с условием не глядеть на неё, пока они оба не выйдут из подземного царства. Выполнить условие Орфей не смог, и вторично потерял Эвридику.
Миф об Орфее кончается трагично: Орфей гибнет (его растерзали вакханки). Однако трагичная концовка не годилась для праздничного торжества оперы, и поэт Ринуччини, создавший либретто оперы, изменил её конец: тронутый отчаянием Орфея, бог любви возвращает жизнь Эвридике.

## Музыка
Музыкальная декламация — речитатив произносился под звуки басовой лютни, гитары, лиры и клавишного инструмента — клавесин. В то время увертюры не было и начало представления возвещали трубные фанфары. «Драма на музыку» имела за собой образ античной трагедии, поэтому в состав входили и хоры, изображавшие нимф и пастухов, а также подземных духов.
Музыка этой оперы (первой дошедшей до нас) поразила слушателей своей глубокой выразительностью. Автор выступал в роли Орфея и потряс зрителей проникновенностью и драматизмом исполнения. Успех оперы был огромен, слава «драмы на музыку» распространилась далеко за пределы Флоренции.